# Selidosema mauretania
Selidosema mauretania là một loài bướm đêm trong họ Geometridae.